# Miyato-jima
Miyato-jima (jap. 宮戸島) ist eine japanische Insel in der Sendai-Bucht.

## Geografie
Die 7,06 km² große Insel liegt in der Sendai-Bucht und trennt dabei die Ishinomaki-Bucht im Osten von der Matsushima-Bucht im Westen. Miyato-jima selbst ist wiederum im Westen durch den 100 m breiten Wanigafuchi-Kanal (鰐ヶ渕水道, ~-suidō) von der Insel Sabusawa-jima der Urato-Inseln getrennt. Die Insel besitzt wie viele andere der Matsushima-Bucht eine sehr unregelmäßige Form mit vielen tief eingezogenen Buchten. Man geht davon aus, dass die Inseln ursprünglich eine gemeinsame Landmasse bildeten, die durch das Jōgan-Erdbeben und -Tsunami 869 in die heutigen Inseln aufgeteilt wurde.
Ursprünglich war sie über eine Sandbank (Tombolo) mit dem Strand Suzaki-hama (洲崎浜) verbunden und damit eine Halbinsel. Allerdings wurde 1963 durch die Sandbank der Katsugigaura-Kanal (潜ヶ浦水道) gegraben, der Miyato-jima schließlich gänzlich vom Festland trennte. Der Kanal trennte auch das nordöstlichste Kap Nihonmatsu-bana von Miyato-jima ab, dass damit zur eigenständigen Insel wurde.
Geologisch besteht die Insel aus Tuff aus dem Tertiär. Das Wetter ist durch warme Winter geprägt und die Insel besitzt einen üppigen Bestand an Hanfpalmen.
Bis 1955 bildete die Insel die Dorfgemeinde Miyato (宮戸村, -mura), wurde dann nach Naruse eingemeindet, dass wiederum selbst 2005 nach Higashimatsushima eingemeindet wurde. Auf Miyato-jima lebten zu diesem Zeitpunkt 1030 Einwohner. Das Hauptsiedlungsgebiet befindet sich an der nordwestlichen Bucht Satoura (里浦). Haupterwerb ist die Kultivierung von Meeresalgen (Nori) und die Muschelzucht.
Östlich von dieser befindet sich auch der Hügel Ōtakamori (大高森) der mit 104,8 m, die höchste Erhebung der Insel ist.
In und um der Matsushima-Bucht befinden sich etwa 260 Inseln, wobei die folgenden im Uhrzeigersinn gelisteten Eilande Satelliten von Miyato-jima sind:
| Name                                        | japanisch | Koordinaten                     |
| ------------------------------------------- | --------- | ------------------------------- |
| Nihonmatsu-bana                             | 二本松鼻  | 38° 21′ 15″ N, 141° 9′ 49″ O    |
| Ōyakura-jima                                | 大屋倉島  | 38° 21′ 10″ N, 141° 10′ 10,5″ O |
| Minowa-jima                                 | ミノワ島  | 38° 21′ 4″ N, 141° 10′ 12″ O    |
| Yoroine                                     | 鎧根      | 38° 21′ 3″ N, 141° 10′ 35,5″ O  |
| Oiran-jima                                  | 花魁島    | 38° 20′ 50″ N, 141° 10′ 34″ O   |
| Takashima                                   | 高島      | 38° 20′ 46″ N, 141° 10′ 36,5″ O |
| Funakoshi-jima                              | 船越島    | 38° 20′ 47″ N, 141° 10′ 19″ O   |
| Kuroshima                                   | 黒島      | 38° 20′ 26″ N, 141° 10′ 22″ O   |
| Hashima                                     | 波島      | 38° 18′ 57″ N, 141° 11′ 12″ O   |
| Ōne-jima                                    | 大根島    | 38° 18′ 51″ N, 141° 10′ 49″ O   |
| Kone-jima                                   | 小根島    | 38° 18′ 56″ N, 141° 10′ 40,5″ O |
| Kuroshima                                   | 黒島      | 38° 18′ 42,5″ N, 141° 9′ 53″ O  |
| Kinojima                                    | 木ノ島    | 38° 18′ 51″ N, 141° 9′ 46″ O    |
| Karato-jima                                 | 唐戸島    | 38° 19′ 8″ N, 141° 9′ 29″ O     |
| Nakanojima                                  | 中ノ島    | 38° 19′ 12″ N, 141° 9′ 13″ O    |
| Oki-no-Takashima                            | 沖ノ高島  | 38° 19′ 2″ N, 141° 8′ 26,5″ O   |
| Konabe-shima                                | 小鍋島    | 38° 20′ 28,5″ N, 141° 8′ 49″ O  |
| Tsuku-jima                                  | ツク島    | 38° 20′ 44″ N, 141° 8′ 11″ O    |
| Ōyatori-jima                                | 大夜鳥島  | 38° 21′ 22″ N, 141° 8′ 10″ O    |
| Koyatori-jima                               | 小夜鳥島  | 38° 21′ 24″ N, 141° 8′ 17″ O    |
| Karte mit allen Koordinaten: OSM \| WikiMap |           |                                 |

Ōyatori-jima und Koyatori-jima sind Teil der Gemeinde Shiogama, wie die Urato-Inseln, jedoch näher an Miyato-jima liegend.